# Primera División de Costa Rica 1922
Die Saison 1922 war die zweite Spielzeit der Primera División de Costa Rica, der höchsten costa-ricanischen Fußballliga. Es nahmen sechs Mannschaften teil, CS La Unión de Tres Ríos zog sich jedoch im Laufe der Spielzeit zurück. CS Herediano verteidigte seinen Titel.

## Austragungsmodus
- Die sechs teilnehmenden Teams spielten in einer Einfachrunde (Hin- und Rückspiel) im Modus Jeder gegen Jeden den Meister aus.
- CS La Unión de Tres Ríos spielte die Saison nicht zu Ende. Die schon gespielten Spiele der anderen Mannschaften gegen CS La Unión de Tres Ríos gingen nicht in die Tabelle mit ein.

## Endstand
| Pl.             | Verein                   | Sp. | S | U | N | Tore    | Diff. | Punkte |
| --------------- | ------------------------ | --- | - | - | - | ------- | ----- | ------ |
| 1.              | CS Herediano (M)         | 8   | 5 | 2 | 1 | 024:700 | +17   | 12     |
| 2.              | CS La Libertad           | 8   | 3 | 4 | 1 | 014:900 | +5    | 10     |
| 3.              | LD Alajuelense           | 8   | 3 | 2 | 3 | 010:120 | −2    | 08     |
| 4.              | SG Española              | 8   | 3 | 1 | 4 | 013:120 | +1    | 07     |
| 5.              | CS Cartaginés            | 8   | 1 | 1 | 6 | 008:290 | −21   | 03     |
| 6.              | CS La Unión de Tres Ríos | 0   | 0 | 0 | 0 | 000:000 | ±0    | 0      |
| Stand: Endstand |                          |     |   |   |   |         |       |        |